# Райкович, Эмил
Эмил Райкович (макед. Емил Рајковиќ; род. 11 сентября 1978, Скопье, СФРЮ) — северомакедонский баскетболист и тренер.

## Карьера
Тренерскую карьеру Райкович начал в 2006 году в качестве тренера македонского клуба «Тоа Сум Джас». Райкович так же возглавлял тренерские штабы македонских клубов «Фени Индастрис», «Работнички» и польского клуба «Шлёнск». Райкович 4 раза признавался «Тренером года» в Республики Македонии в период с 2008 по 2014 годы. В польской лиге, Эмиль признавался «Лучшим тренером» в 2017 и в 2018 годах. С македонской командой «Фени Индастрис» выиграл Балканскую лигу в 2011 году.
В июле 2018 года Райкович был назначен главным тренером «Астаны».
В сезоне 2018/2019 Райкович был признан «Тренером года» Единой лиги ВТБ. Под его руководством «Астана» провела лучший сезон в своей истории. В регулярном сезоне Единой лиги ВТБ казахстанская команда одержала 15 побед, что позволило ей занять 6 место.
За 3 года работы в «Астане» Райкович трижды становился чемпионом Казахстана и трижды признавался в стране «Лучшим тренером».
В июле 2021 года Райкович возглавил «Автодор».
В марте 2022 года Райкович покинул «Автодор». Уход Эмила состоялся через день после того, как ФИБА Европа исключила саратовский клуб из дальнейшего розыгрыша Кубка Европы ФИБА, в котором команда дошла до 1/4 финала. 
В июне 2022 года Райкович стал главным тренером ЦСКА.
В сезоне 2022/2023 ЦСКА под руководством Райковича стал бронзовым призёром Единой лиги ВТБ, бронзовым призёром чемпионата России и серебряным призёром Суперкубка Единой лиги ВТБ.
19 февраля 2023 года Райкович возглавил команду New School в «Матче всех звёзд» Единой лиги ВТБ.
По итогу регулярного сезона Единой лиги ВТБ 2022/2023 Райкович во второй раз был признан «Тренером года». Под его руководством ЦСКА одержал 30 побед в 32 матчах и занял 1 место в регулярном сезоне. Кроме того, ЦСКА установил 5 рекордов Единой лиги ВТБ: лучший старт сезона (24-0), самая длинная победная серия (24 выигранных матча подряд), 30 побед в одном регулярном сезоне, 14 матчей с 100 или больше набранными очками и лучшая результативность в регулярном сезоне (95,6 очка в среднем за игру).
18 февраля 2024 года Райкович во второй раз был выбран главным тренером на «Матч всех звёзд» Единой лиги ВТБ. Под его руководством «Команда Райковича» уступила «Команде Перасовича» со счётом 120:134.
В сезоне 2023/2024 ЦСКА под руководством Райковича стал победителем первого раунда регулярного сезона Единой лиги ВТБ, но второй этап ЦСКА закончил с результатом побед-поражений 3-7. Также, ЦСКА впервые в истории Единой лиги ВТБ проиграл 4 раза подряд. По окончании второго этапа регулярного сезона ЦСКА принял решение расторгнуть контракт с Райковичем.
В июне 2025 года Райкович был назначен главным тренером «Тофаша».

## Достижения
- Чемпион Балканской лиги: 2010/2011
- Бронзовый призёр Единой лиги ВТБ: 2022/2023
- Серебряный призёр Суперкубка Единой лиги ВТБ: 2022
- Чемпион Казахстана (3): 2018/2019, 2019/2020, 2020/2021
- Чемпион Республики Македонии (3): 2007/2008, 2009/2010, 2010/2011
- Серебряный призёр чемпионата Польши: 2017/2018
- Бронзовый призёр чемпионата Польши: 2016/2017
- Бронзовый призёр чемпионата России: 2022/2023
- Обладатель Кубка Казахстана (3): 2019, 2020, 2021
- Обладатель Кубка Македонии (2): 2007/2008, 2009/2010
- Обладатель Суперкубка Македонии: 2016